# Bézu-Saint-Germain
Bézu-Saint-Germain település Franciaországban, Aisne megyében. Lakosainak száma 991 fő (2022. január 1.). Bézu-Saint-Germain Brécy, Château-Thierry, Épaux-Bézu, Épieds, Grisolles, Rocourt-Saint-Martin és Verdilly községekkel határos.

## Népesség
A település népességének változása:
| Lakosok száma | 326  | 325  | 413  | 640  | 1012 | 1084 | 1043 | 1015 | 1003 | 991  |
|               | 1968 | 1982 | 1990 | 2006 | 2013 | 2015 | 2017 | 2019 | 2020 | 2022 |